# شهرستان بلکلی
شهرستان بلکلی (به انگلیسی: Bleckley County) یک شهرستان‌های جورجیا در ایالات متحده آمریکا است که در جورجیا واقع شده‌است. شهرستان بلکلی ۵۶۷٫۲۱ کیلومتر مربع مساحت دارد.